# Neoprotobuthus intermedius
Genre
Espèce
Neoprotobuthus intermedius, unique représentant du genre Neoprotobuthus, est une espèce de scorpions de la famille des Buthidae.

## Distribution
Cette espèce est endémique de la région Diana à Madagascar. Elle se rencontre dans la réserve spéciale de Manongarivo.

## Description
Les femelles mesurent de 18 à 20 mm.

## Systématique et taxinomie
Ce genre a été décrit par Lourenço en 2000 dans les Buthidae. Il est placé dans les Microcharmidae par Lourenço en 2002, dans les Buthidae par Volschenk, Mattoni et Prendini en 2008, dans les Microcharmidae par Lourenço, Waeber et Wilmé en 2019 puis dans les Buthidae par Lowe et Kovařík en 2022.

## Publication originale
- Lourenço, 2000 : « A new genus of Malagasy scorpion, a possible link between the Microcharmidae and the Buthidae. » Comptes Rendus de l'Académie des Sciences, Série III Sciences de la Vie, vol. 323, no 10, p. 877-881.